# Ernest Hauger
Pour les articles homonymes, voir Hauger.
Ernest Hauger, né le 5 octobre 1873 à Kingersheim en Alsace (alors province de l'Empire allemand) et mort le 12 octobre 1948 à Saint-Pierre, est un missionnaire alsacien qui fut vicaire apostolique en Côte d'Or (aujourd'hui Ghana) et donc l'un des pionniers de l'Église catholique dans ces régions.

## Biographie
Ernest Hauger entre à 14 ans à l’école apostolique des Missions Africaines de Clermont-Ferrand. C'est un élève espiègle, mais doué Après ses études secondaires, il entre au grand séminaire de Lyon des Missions Africaines. Il est ordonné prêtre, le 5 juillet 1896, à l'âge de vingt-trois ans. Étudiant brillant, il n'est pas envoyé tout de suite en mission, mais enseigne à l'école apostolique de Clermont-Ferrand, puis à celle de Keer aux Pays-Bas. Il part finalement en 1898 pour la Baie du Bénin (aujourd'hui au Nigeria) à la mission de Lagos, mais gravement malade il est renvoyé en Europe deux ans plus tard.
Il retourne en Afrique en 1911 où il provicaire à Lagos de 1912 jusqu'au début de l'année 1914, faisant preuve de grandes qualités d'administrateur, de pasteur et de bâtisseur d'écoles. Ensuite, il assure la mission de Jebu-Odé avec ses nombreuses stations. Il rentre en Alsace en 1921 pour six mois de repos, mais le supérieur général des Missions Africaines lui confie la tâche de diriger la procure de la Société à Marseille, tâche qu'il assume jusqu'en février 1925.
Le pape Pie XI, « pape des missions », le nomme le 13 février 1925, vicaire apostolique de la Côte d'Or, après la mort de son ancien condisciple du séminaire, Mgr Ignace Hummel. Ernest Hauger est consacré évêque à la chapelle des Missions Africaines de Lyon, le 23 mai 1925 par Mgr Steinmetz (vicaire apostolique du Dahomey et doyen des évêques de la Société), assisté de Mgr Terrien (vicaire apostolique de la Baie du Bénin avec lequel il avait travaillé) et de Mgr Cuaz. Il prend pour devise In veritate et justitia. Mgr Hauger prend possession de son siège à Cape Coast le 22 novembre 1925. Il fait immédiatement construire une cathédrale (consacrée en 1928) et lance le journal The Catholic Gold Coast Voice (à laquelle collabora le P. Strebler, futur évêque et Alsacien comme lui). En sept ans, il fait construire six importantes églises, huit résidences missionnaires, une école normale et un séminaire. Il fonde une congrégation indigène de frères, les Petits Frères de Saint Joseph, et favorise le développement des Sœurs missionnaires de Notre-Dame des Apôtres et des Petites Servantes du Sacré-Cœur. Il fait régulièrement à pied des tournées en brousse de plusieurs semaines (notamment pour les confirmands). Les autorités coloniales britanniques exigent à partir de 1929 que les écoles catholiques se conforment au système en vigueur en Angleterre. Mgr Hauger s'oppose à certaines mesures et finalement offre sa démission en octobre 1932. Il est remplacé en mars 1933 par un membre de la Société des Missions Africaines de nationalité britannique, l'Anglais William Porter.
Mgr Hauger se retire dans le sud de l'Alsace à Lutterbach. Il est co-consécrateur au sacre de Mgr Boivin à la cathédrale de Saint-Brieuc, le 30 mai 1939. Lorsque la guerre éclate et que l'Alsace est annexée en 1940 par l'Allemagne du Troisième Reich, l'évêque de Strasbourg, Mgr Ruch, ne pouvant plus rentrer dans son diocèse, charge Mgr Hauger de le suppléer dans certaines tâches, comme par exemple la tournée des confirmations. Bientôt Mgr Hauger se rend célèbre par des sermons allusifs qui irritent l'occupant. Il est convoqué par la Gestapo pour la première fois en août 1941 et sera inquiété à quelques reprises à cause de ses positions. Lorsque l'Alsace est libérée en 1945, Mgr Ruch (qui meurt juste après) fait l'éloge de Mgr Hauger. Ce dernier aura ordonné 119 prêtres à Strasbourg et 22 prêtres à Saint-Pierre en son absence.
Selon Terre d'Afrique Messager, « les deux tables de la loi de Mgr Hauger, ses deux inspirations ou mouvements du cœur, ont été d’aider les Africains à trouver la foi et les Européens à ne pas la perdre. »